# Antonio Verrio

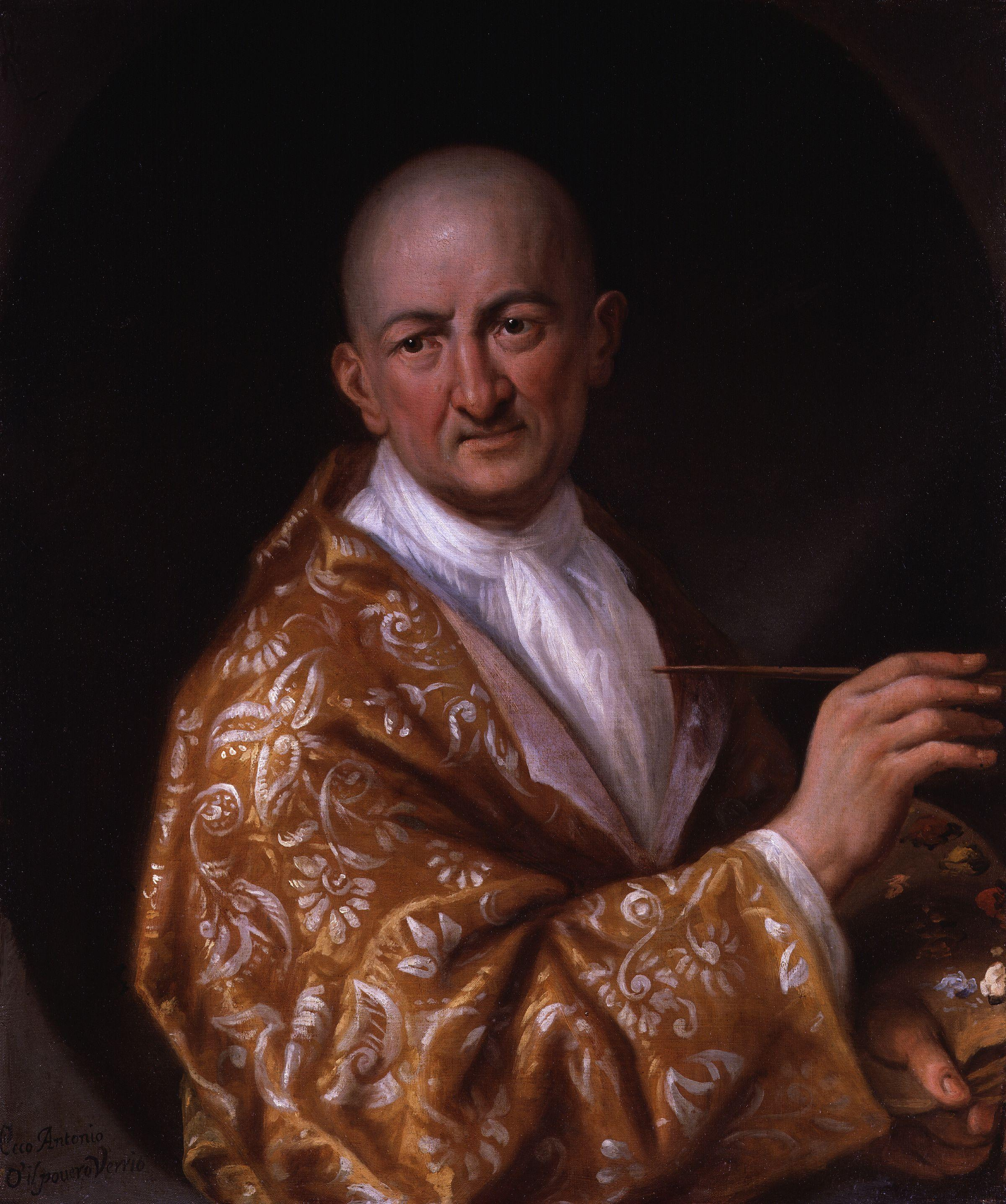
Selbstporträt

Antonio Verrio (* 1636 oder 1639; † 15. Juni 1707 in Hampton Court) war ein italienischer Maler des Barock. Er war vor allem in England tätig, wo er während der kurzen Phase, in der dort barocke Decken- und Wandmalerei modern war, einer der führenden Vertreter von monumentaler Dekorationsmalerei war.
Verrio stammte aus Lecce oder Neapel. Nach eigenen Angaben lernte er Malerei in Venedig und arbeitete in Neapel und in Toulouse, bevor er 1671 oder 1672 nach England kam. In England machte er rasch eine Karriere als Maler vor allem von Wand- und Deckenmalereien. Vermutlich ab 1676 war er für König Karl II. tätig und an der Ausschmückung des Whitehall-Palastes und an der Ausmalung der Staatsgemächer von Windsor Castle beteiligt. 1684 ernannte ihn Karl II. als Nachfolger von Lely zu seinem Hofmaler. Jakob II. beschäftigte ihn jedoch nicht weiter als Maler, sodass er als königlicher Gärtner arbeiten musste. Als Hofmaler wurde er von Riley und Kneller abgelöst. Nach der Glorious Revolution weigerte sich Verrio zunächst, für den neuen König Wilhelm III. zu arbeiten. Stattdessen war er ab 1690 in Chatsworth House für den Duke of Devonshire tätig, wo er zwischen 1690 und 1698 die Kapelle, das Treppenhaus und die Prunkgemächer ausmalte. Zwischen 1694 und 1697 arbeitete er dazu für den Earl of Exeter an der Ausmalung von Burghley House. Ab 1699 arbeitete er schließlich doch für König Wilhelm III. Neben weiteren Wand- und Deckengemälden in Windsor Castle war er beim Ausbau des Hampton Court Palace beschäftigt und malte das Haupttreppenhaus, drei weitere Räume der Paradezimmer sowie das Banqueting House im Garten aus. 1705 beendete er wegen einer Augenkrankheit seine Arbeit und erhielt von Königin Anne eine Pension.
Verrio galt als extravagant und anmaßend. Im europäischen Vergleich wurden seine Werke schon von Zeitgenossen als nur mittelmäßig kritisiert. Sein Erfolg begründete sich mehr auf seinem Durchsetzungsvermögen und dem Mangel an einheimischen englischen Malern als auf seinem künstlerischen Können. Sein Schüler Laguerre, der ab 1684 für tätig war, übertraf ihn in der künstlerischen Qualität, hatte jedoch weniger Erfolg.